# Желтуха

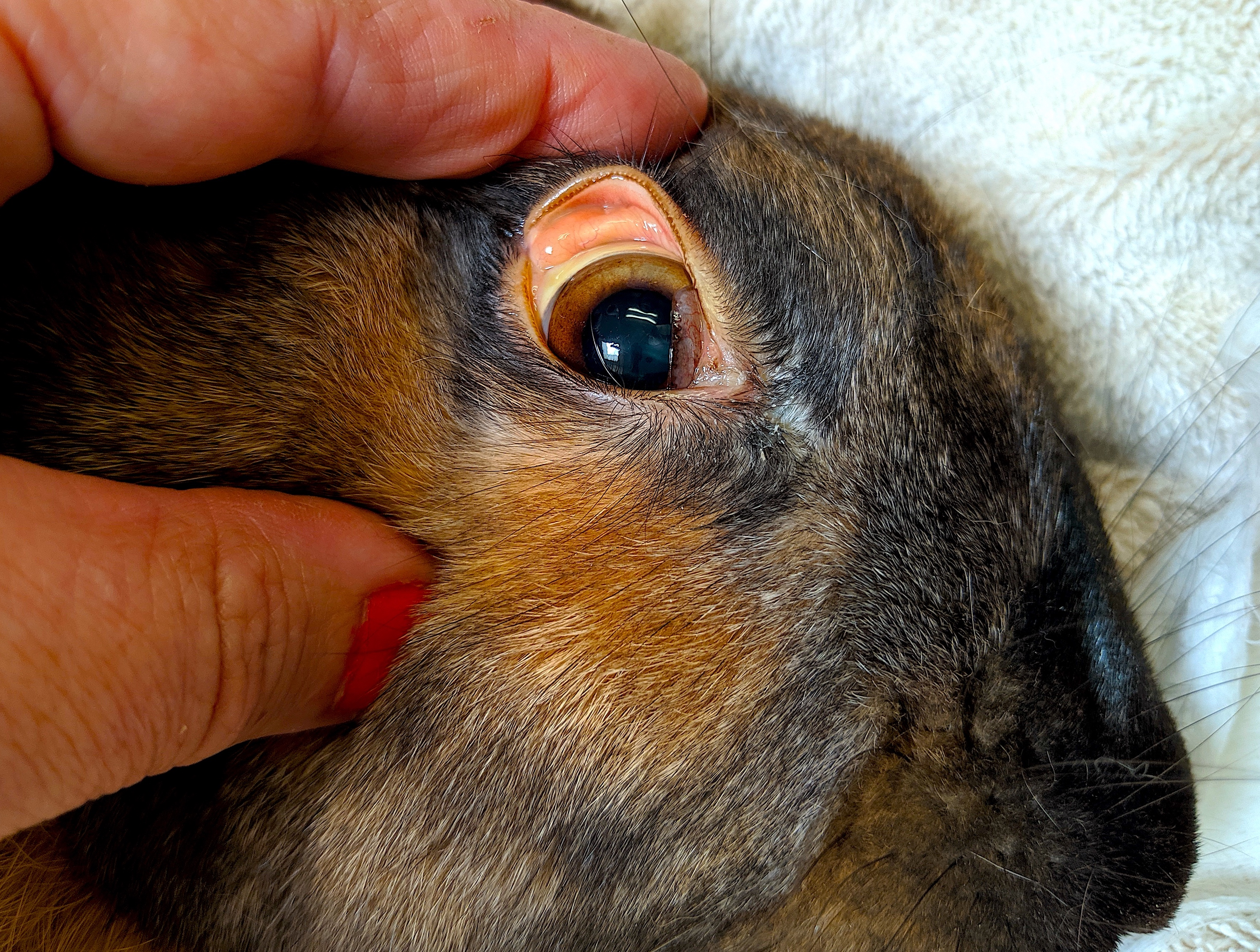
Субиктеричность слизистой конъюнктивы кролика, больного Вирусная геморрагическая болезнь кроликов

Желтуха (лат. icterus) — желтушное окрашивание кожи и видимых слизистых оболочек, обусловленное повышенным содержанием билирубина в крови, тканях и моче.
Желтуха — симптомокомплекс, характеризующийся желтушным окрашиванием кожи и слизистых оболочек, обусловленный накоплением в тканях и
крови билирубина. Истинная желтуха может развиться в результате трёх основных причин:
1. чрезмерного разрушения эритроцитов и повышенной выработки билирубина — гемолитическая или надпечёночная желтуха;
2. нарушения улавливания клетками печени билирубина и связывания его с глюкуроновой кислотой — паренхиматозная или печёночноклеточная желтуха;
3. наличия препятствия к выделению билирубина с жёлчью в кишечник и обратного всасывания связанного билирубина в кровь — механическая или подпечёночная желтуха.

Желтуха ложная (псевдожелтуха, каротиновая желтуха) — желтушное окрашивание только кожи, но не слизистых оболочек, вследствие накопления в ней каротинов при длительном и обильном употреблении в пищу моркови, свеклы, апельсинов, тыквы, а также возникающая при приёме внутрь акрихина, пикриновой кислоты и некоторых других препаратов.

## Классификация желтух
В зависимости от вида нарушений метаболизма билирубина и причин гипербилирубинемии можно выделить три типа желтух: желтуху гемолитическую (надпеченочную), желтуху паренхиматозную (печёночную) и желтуху механическую (подпечёночную).
- Гемолитические желтухи — возникают в связи с усилением процесса образования билирубина. При этом повышается его непрямая (неконъюгированная) фракция.
- Паренхиматозные желтухи. Печень захватывает непрямой билирубин, превращает (конъюгирует с глюкуроновой кислотой) его в прямой, а секретировать в желчь не может. И он поступает обратно в кровь. Поэтому при этом типе желтухи в крови повышается общий билирубин (прямой и непрямой)
- Механические желтухи — возникают при нарушении оттока желчи по внепеченочным желчным протокам (обтурационная желтуха).

## Клиника желтух
Желтуха — симптомокомплекс, представляющий собой окрашивание в жёлтый цвет кожи, склер, слизистых оболочек. Интенсивность окрашивания может быть совершенно разной — от бледно-жёлтого цвета до шафраново-оранжевого.
Умеренно выраженная желтуха без изменения цвета мочи характерна для неконъюгированной гипербилирубинемии (при гемолизе или синдроме Жильбера). Более выраженная желтуха или желтуха с изменением цвета мочи свидетельствует о гепатобилиарной патологии. Моча у пациентов с желтухами приобретает тёмный цвет вследствие гипербилирубинемии. Иногда изменение окраски мочи предшествует возникновению желтухи.
Все другие клинические проявления желтухи зависят от причин, вызвавших её развитие. В некоторых случаях изменение цвета кожи и склер является единственной жалобой пациента (например при синдроме Жильбера), а в других случаях желтуха является лишь одним из многих клинических проявлений заболевания. Поэтому необходимо установить причину желтухи.
Следует отличать истинную желтуху от гиперкаротинемии у пациентов, употребляющих большое количество моркови.

При появлении желтухи следует прежде всего думать о наличии у пациента гепатобилиарной патологии, которая возникает в результате холестаза или гепатоцеллюлярной дисфункции. Холестаз может быть внутри- и внепечёночным. Гемолиз, синдром жизни, вирусные, токсические поражения печени, патология печени при системных заболеваниях — внутрипечёночные причины холестаза. Камни в желчном пузыре — внепечёночные причины холестаза.

Некоторые клинические проявления сопутствующие желтухе (подробнее клиническая симптоматика рассматривается в разделах, посвящённых различным заболеваниям):
- При холестазе обнаруживается желтуха, появляется моча тёмного цвета, возникает генерализованный кожный зуд.
- При хроническом холестазе возможны кровотечения (из-за нарушения всасывания витамина К) или боли в костях (остеопороз из-за нарушенного всасывания витамина D и кальция).
- Озноб, печеночные колики или боль в области поджелудочной железы патогномоничны для экстрапеченочного холестаза.
- У пациентов с холестазом могут обнаруживаться ксантомы (подкожные отложения холестерина) и ксантелазмы (небольшие образования бледно-жёлтого цвета в области верхнего века, обусловленные отложением в них липидов).
- Симптомы хронического поражения печени (сосудистые звездочки, спленомегалия, асцит) свидетельствуют о внутрипечёночном холестазе.
- Симптомы портальной гипертензии или портосистемной энцефалопатии патогномоничны для хронического поражения печени.
- У пациентов с гепатомегалией или асцитом набухание шейных вен свидетельствует о сердечной недостаточности или констриктивном перикардите.
- При метастазах в печень у пациента с желтухой может быть кахексия.
- Прогрессирующее усиление анорексии и повышение температуры тела характерно для алкогольного поражения печени, хронического гепатита и злокачественных новообразований.
- Тошнота и рвота, предшествующие развитию желтухи, указывают на острый гепатит или обструкцию общего желчного протока камнем.
- Клинические проявления наследственных синдромов, сопровождающихся появлением желтухи.

## Желтуха паренхиматозная
Желтуха паренхиматозная (печеночная) — истинная желтуха, возникающая при различных поражениях паренхимы печени. Наблюдается при тяжёлых формах вирусного гепатита, иктерогеморрагическом лептоспирозе, отравлениях гепатотоксическими ядами, сепсисе, хроническом агрессивном гепатите и так далее.

Вследствие поражения гепатоцитов снижается их функция по улавливанию свободного (непрямого) билирубина из крови, связыванию его с глюкуроновой кислотой с образованием нетоксичного водорастворимого билирубина-глюкуронида (прямого) и выделению последнего в жёлчные капилляры. В результате в сыворотке крови повышается содержание билирубина (до 50- 200 мкмоль/л, реже больше). Однако в крови повышается не только содержание свободного, но и связанного билирубина (билирубина-глюкуронида) — за счёт его обратной диффузии из жёлчных капилляров в кровеносные при дистрофии и некробиозе печеночных клеток. Возникает желтушное окрашивание кожи, слизистых оболочек. Для паренхиматозной желтухи характерен цвет кожи — шафраново-жёлтый, красноватый («красная желтуха»). Вначале желтушная окраска проявляется на склерах и мягком нёбе, затем окрашивается кожа.

Паренхиматозная желтуха сопровождается зудом кожи, однако менее выраженным, чем механическая, так как поражённая печень меньше продуцирует жёлчных кислот (накопление которых в крови и тканях и вызывает этот симптом). При длительном течении паренхиматозной желтухи кожа может приобретать, как и при механической, зеленоватый оттенок (за счёт превращения отлагающегося в коже билирубина в биливердин, имеющий зелёный цвет). Обычно повышается содержание альдолазы, аминотрансфераз, особенно аланинаминотрансферазы, изменены другие печёночные пробы. Моча приобретает тёмную окраску (цвета пива) за счёт появления в ней связанного билирубина и уробилина. Кал обесцвечивается за счёт уменьшения содержания в нём стеркобилина. Соотношение количества выделяемого стеркобилина с калом и уробилиновых тел с мочой (являющееся важным лабораторным признаком дифференциации желтух), составляющее в норме 10:1- 20:1, при печёночноклеточных желтухах значительно снижается, достигая при тяжёлых поражениях до 1:1.
Течение зависит от характера поражения печени и длительности действия повреждающего начала; в тяжёлых случаях может возникнуть печёночная недостаточность. Дифференциальный диагноз проводится с гемолитической, механической и ложной желтухой; он основывается на анамнезе, клинических особенностях паренхиматозной желтухи и данных лабораторных исследований.

## Желтуха гемолитическая
Гемолитическая желтуха характеризуется повышенным образованием билирубина вследствие повышенного разрушения эритроцитов. В таких условиях печень образует большее количество пигмента: однако, вследствие недостаточного захвата билирубина гепатоцитами, уровень его в крови остается повышенным. Различают две формы: приобретённую и наследственную.

## Желтуха механическая
Механическая желтуха — патологический синдром, обусловленный нарушением оттока жёлчи из жёлчных протоков, при наличии препятствия к выделению билирубина с жёлчью в кишечник. Застой желчи сопровождается проникновением её в лимфатические пространства и кровеносные капилляры с появлением желчи в крови.

## Лабораторные тесты
Ни один тест не может отдифференцировать каждый из вариантов желтухи, но есть общие комбинации печеночных тестов, которые помогают определить локализацию.
|                             | Гемолитическая желтуха | Паренхиматозная желтуха | Механическая желтуха         |
| --------------------------- | ---------------------- | ----------------------- | ---------------------------- |
| Общий билирубин             | Норма / Увеличен       | Увеличен                | Увеличен                     |
| Неконъюгированный билирубин | Увеличен               | Норма / Увеличен        | Норма                        |
| Конъюгированный билирубин   | Норма                  | Увеличен                | Увеличен                     |
| Уробилиноген                | Увеличен               | Норма / Увеличен        | Снижен / Отрицательный       |
| Цвет мочи                   | Оранжево-жёлтый        | Темный                  | Тёмный (пенистая, цвет пива) |
| Цвет стула                  | Тёмный                 | Обесцвеченный           | Обесцвеченный                |
| Щелочная фосфатаза          | Норма                  | Увеличена               | Увеличен                     |
| АЛТ и АСТ                   | Норма                  | Увеличен                | Норма                        |

## Физиологическая желтуха
В норме может возникать физиологическая желтуха новорождённых. После рождения, фетальный гемоглобин, содержащийся в эритроцитах замещается на гемоглобин взрослых. При гемолитической (надпечёночной) желтухе, на фоне повышения уровня непрямого билирубина, увеличивается и прямая фракция, что в свою очередь ведёт к интенсивной окраске кала и мочи. Для снижения интоксикации применяют ультрафиолетовое излучение.

## Желтуха какнозология
Симтомокомплекс называемый «желтуха» не следует путать с исторический сложившимися названиями некоторых отдельных заболеваний, к примеру:
- хлоромикоз форелей (желтуха форелей) — инфекционное заболевание рыб вызываемое миксоспоридиями Chloromyxum truttac[2].
- полиэдроз шелкопряда (желтуха шелкопряда) — инфекционное заболевание тутового и дубового шелкопрядов вызываемое вирусом ядерного полиэдроза[3].
- желтуха растений.